# Јанош Арђелан
Јанош Арђелан (мађ. Herédi Attila) је био мађарски фудбалер, најчешће је играо на позицији везног играча. Проглашен је фудбалером године у Мађарској 1993. године.

## Достигнућа
- Прва лига Мађарске у фудбалу
  - шампион: 1997/98.
  - 2.: 1996/97.
  - 3.: 1993/94.
- Најбољи фудбалер Мађарске: 1993.

## Белешка
1. ↑  Не укључује број утакмица одиграних у Другој лиги 1991/92